# Santos (Unternehmen)
Santos Limited (ursprünglich South Australia Northern Territory Oil Search) ist das größte australische Öl- und Gasförderunternehmen. Sitz des Unternehmens ist Adelaide.

## Geschichte
- Santos wurde am 18. März 1954 in Adelaide gegründet und erwarb im gleichen Jahr noch Föderrechte in South Australia und Queensland
- 1959 wurde im Cooperbecken Gas nachgewiesen (Feld Innamincka 1)
- 1963 erfolgte der erste größere Gasfund im Cooperbecken (Gidgealpa 2)
- 1966 wurde ein weiteres Gasfeld (Moomba) entdeckt. Mit den beiden Feldern konnte der Bedarf von South Australia gedeckt werden, so dass der Bau einer Pipeline beschlossen wurde
- 1969 wurde die 790 Kilometer lange Pipeline nach Adelaide fertiggestellt, das erste Gas wurde verkauft. Erster Kunde war die South Australian Gas Company
- 1970 wurde erstmals im Cooperbecken Erdöl gefunden (Tirrawarra 1).
- Durch das South Australian Cooperbecken Unit Agreement von 1975 konnte Santos Gas auch nach New South Wales liefern.
- 1978 – 24 Jahre nach der Gründung – wurde erstmals eine Dividende an die Aktionäre ausgeschüttet.
- 1984 wurden Reef Oil und Alliance Oil übernommen, 1987 Vamgas und Latec Investments.
- 1988 begann die Internationalisierung mit der Übernahme von Peko Oil, die Föderrechte in der Timorsee, den USA und UK besaßen, 1989 kam Elf Aquitaine Exploration Australia dazu, wozu ebenfalls Föderrechte in der Timorsee gehörten. Damit war Santos erstmals im Offshore-Bereich tätig.
- 1993 wurden die Förderaktivitäten der Australian Gas Light Company übernommen.
- 1996 wurden Parker and Parsley Australasia sowie MIM Petroleum übernommen, wodurch Santos Zugang zu Ölfeldern in Papua-Neuguinea und Indonesien erhielt.
- 1999 wurden erstmals Förderrechte in Victoria erworben.
- 2001 Übernahme von Natural Gas Australia, 2002 von Esenjay Exploration (USA).
- 2004 wurden Förderrechte im Golf von Suez, Ägypten erworben, 2005 in Kirgisistan, 2006 in Vietnam, 2007 kamen Indien und Bangladesch dazu.
- 2007 wurde das US-Geschäft verkauft.
- 2010 Aufnahme der Produktion auf den Feldern Henry und Netherby in Victoria (offshore)[4]
- 2021 Mit der Fusion mit Oil Search Ltd. wird das Unternehmen zum größten LNG (Flüssigerdgas) Produzenten von Australien mit einer Marketkapitalisation von 16 Milliarden US-Dollar.[5]

## Geschäftsaktivitäten
Santos ist in der Exploration und Förderung von Erdöl und Erdgas tätig. Das Unternehmen verfügt (Stand: Ende 2019) über 548 Millionen Barrel Öläquivalent ("mmboe") an sogenannten P1-Reserven (Proven Reserves) bzw. 989 mmboe P2-Reserven (Proven plus Probable Reserves). 2019 wurden 75 mmboe gefördert.:14f
Mit einer Fördermenge von 30,9 mmboe Gas und Öl (2019) sind die Ölfelder in Western Australia vor dem Cooperbecken (15,8 mmboe) die wichtigsten Quellen für Santos; weitere Fördergebiete befinden sich in Queensland und New South Wales (13,0 mmboe), Papua-Neuguinea (12,8 mmboe) sowie North Australia und Osttimor (3,1 mmboe).:21ff
Die größten Reserven von Santos liegen in Queensland mit 322 mmboe P2-Reserven, gefolgt von Western Australia (306 mmboe) und Papua-Neuguinea (203 mmboe).:16
2019 wurde bei einem Umsatz von 4,033 Milliarden USD ein Gewinn nach Steuern von 674 Millionen USD (622,7 Mio. Euro) erzielt.:3

## Sponsoring
Das Unternehmen tritt vor allem in Australien als Sponsor auf. Im Januar 2019 gab Santos nach vorangegangener mehrjähriger Unterstützung bekannt, für weitere drei Jahre als namensgebender Sponsor der Tour Down Under aufzutreten.
Zuvor war das Unternehmen zeitweilig Hauptsponsor des Adelaide Symphony Orchestra.

## Aktie
Santos Limited ist an der Australian Stock Exchange gelistet und dort Teil des S&P/ASX 50-Index, der die 50 größten an der australischen Börse gelisteten Unternehmen umfasst. Größter Einzelaktionär ist mit einem Anteil von rund 5 Prozent das chinesische Unternehmen ENN Natural Gas Co., Ltd.
Im Jahr 2007 wurde ein bis dahin in South Australia geltendes Gesetz, das die maximale Beteiligung eines Aktionärs am Unternehmen auf 15 % beschränkte, aufgehoben.
vu